# Pískovec (Potůčky)
Pískovec (německy Schwimmiger) je zaniklá osada v Krušných horách v okrese Karlovy Vary. Stávala asi 2,5 kilometru východně od Potůčků na jižním úbočí vrchu Písková skála (962 m n. m.) v nadmořské výšce okolo 935 metrů.

## Název
Jméno osady bylo nejspíše odvozeno z příjmení Schwimmer (plavec). V historických pramenech se objevuje ve tvarech: Schwimmiger (1748), Schwimerig (1847) a Schwimmiger (1854). V padesátých letech dvacátého století se používal český název Pískovec. Podle Michala Urbana název osady pochází z německého slova Schwemme (naplavenina, zvětralina) nebo schwemmen (rýžovat).

## Historie
První písemná zmínka o osadě pochází z roku 1748. Osídlení lokality, které souviselo s těžbou kasiteritu, je však doloženo už k roku 1380. Další zprávy o zdejších dolech na cín pocházejí ze šestnáctého století. Na přelomu devatenáctého a dvacátého století se v důlním poli Anna–Michael těžily také rudy železa, stříbra, kobaltu a bismutu. Těžba u Pískovce skončila na počátku dvacátých let dvacátého století. Během druhé světové války se uvažovalo o obnovení dolů a po válce národní podnik Jáchymovské doly zmáhal starou štolu Rudolf, která ústí v údolí Černé poblíž Pily. Propadliny po těžbě kasiteritu se nacházejí na údolním svahu pod Pískovcem.

## Obyvatelstvo
Při sčítání lidu v roce 1921 zde žilo dvacet obyvatel (z toho deset mužů). Všichni byli německé národnosti a římskokatolického vyznání. Podle sčítání lidu z roku 1930 měla vesnice 23 obyvatel se stejnou národnostní i náboženskou strukturou.
|           | 1869 | 1880 | 1890 | 1900 | 1910 | 1921 | 1930 | 1950 |
| --------- | ---- | ---- | ---- | ---- | ---- | ---- | ---- | ---- |
| Obyvatelé | 34   | 26   | 25   | 31   | 22   | 20   | 23   | 7    |
| Domy      | 5    | 5    | 5    | 5    | 5    | 5    | 5    | 7    |